# Hugues Libergier

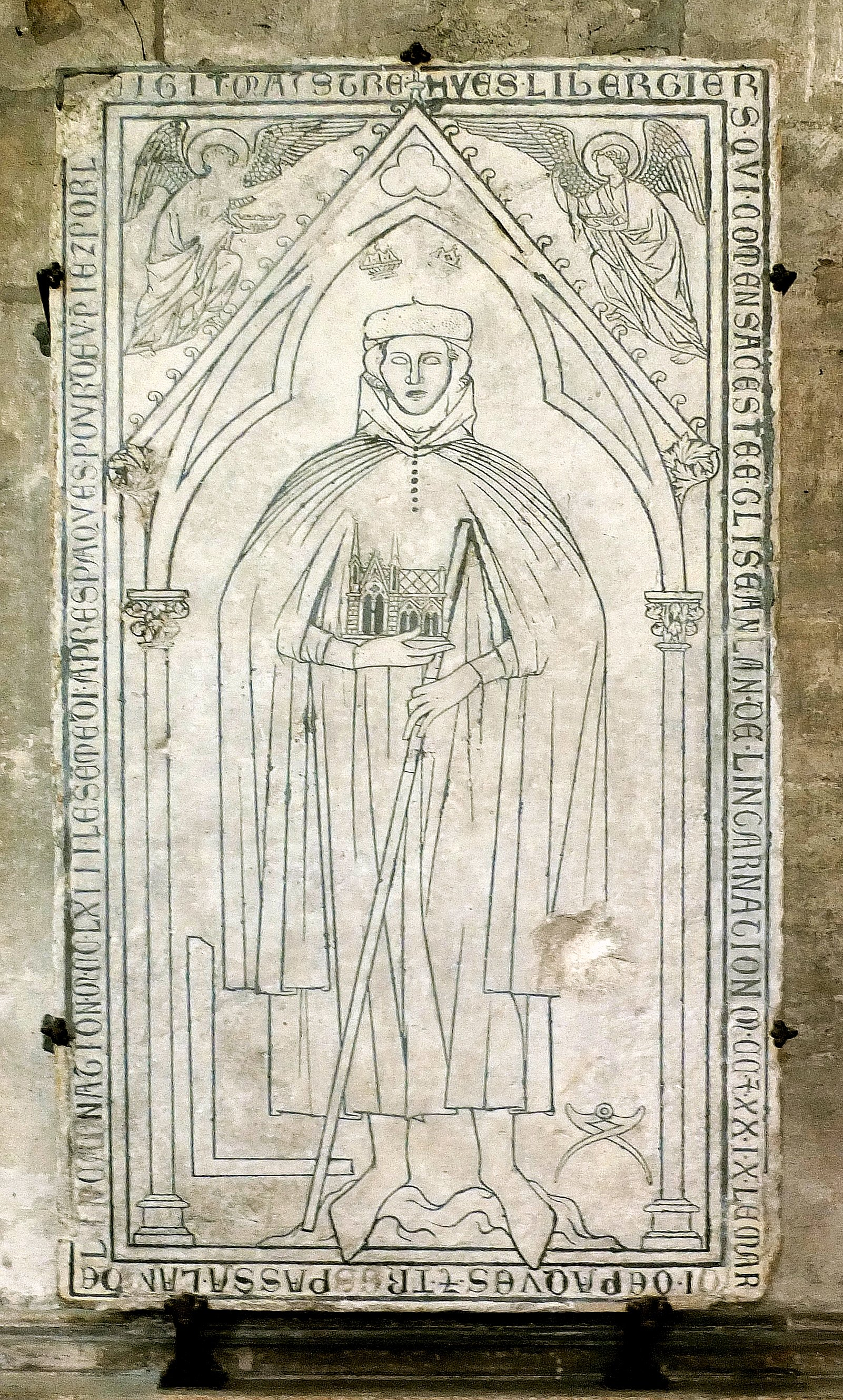
Epitaffio

Hugues Libergier (1200 circa – Reims, 1263) è stato un architetto francese del XIII secolo.

## Biografia

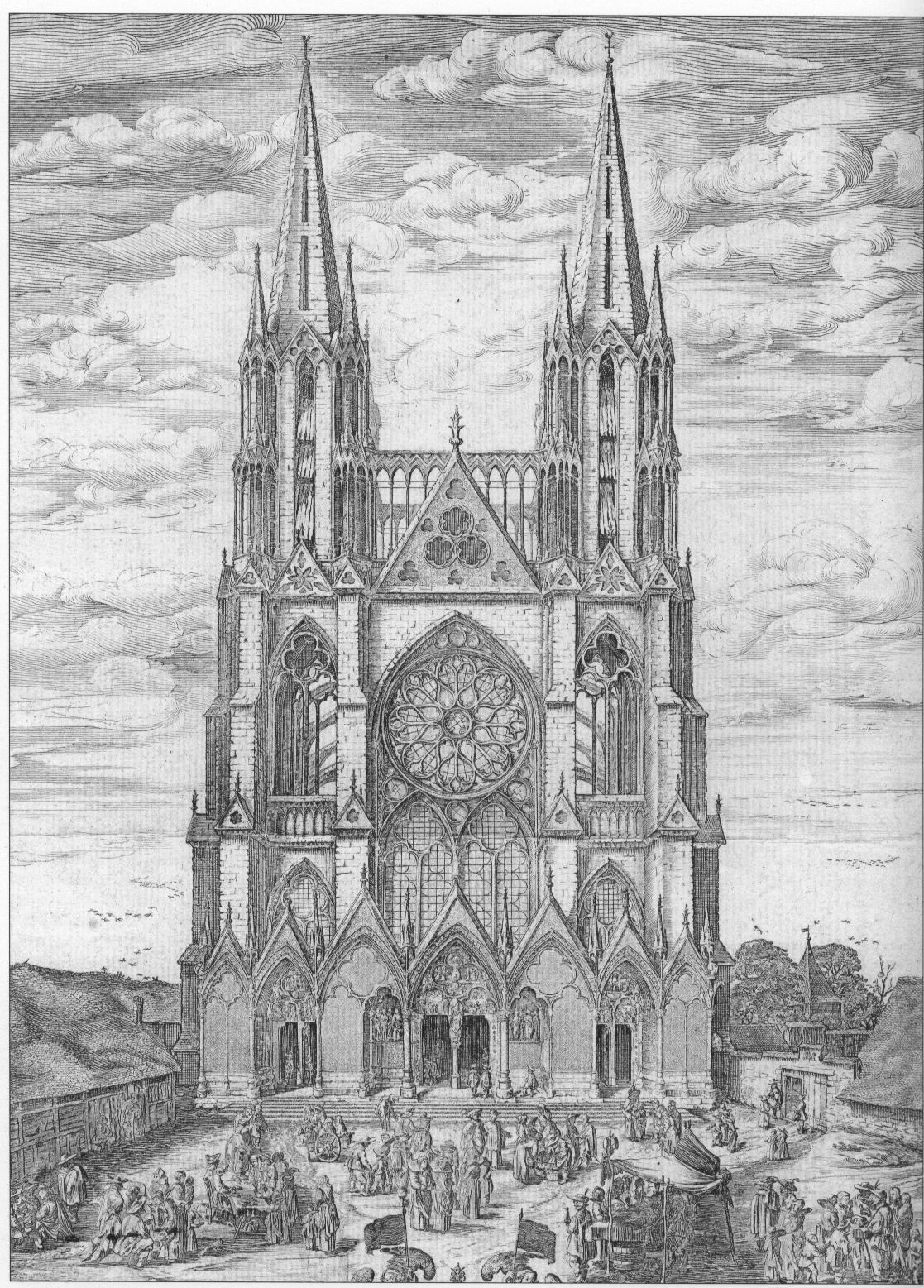
Chiesa abbaziale di Saint-Nicaise a Reims

Architetto di grande talento, ha progettato diverse chiese gotiche in Francia, tra cui la chiesa di San Nicasio di Reims, i cui lavori iniziarono nel 1229; dopo il 1264 subentrò Robert de Coucy che la completò nel 1311.
Alla sua morte, fu sepolto nella chiesa stessa, che però fu distrutta nel 1798 durante la Rivoluzione francese e la lastra del sepolcro, l'unica parte sopravvissuta dalla distruzione, venne trasferita alla Cattedrale di Reims. Questa è una delle più note raffigurazioni di un artista medievale: rappresenta il defunto nelle vesti professionali con un modellino di chiesa in una mano, una pertica lunga una canna nell'altra; sono anche raffigurati con precisione un compasso e una squadra, i due strumenti abitualmente adoperati per la progettazione architettonica.